# Bojkot
Bojkot je oblika civilne nepokorščine ali politika ene države do druge, za kar obstaja tudi izraz embargo. Po navadi se izkazuje na ekonomskem področju kot nekupovanje določenih izdelkov.

## Zgodovina
Ime za besedo izvira iz imena angleškega zemljiškega upravitelja na Irskem Charlesa Boycotta, ki je zaradi svojih metod postal osovražen med poljedelci. Ti so ga leta 1880 izobčili iz družbe in niso hoteli priti na žetev. Boycott jih je s pomočjo vojske sicer prisilil, da so žetev opravili, kasneje pa se je moral zaradi tega vrniti v Anglijo.
Prva oblika takšne civilne nepokorščine se v zgodovini sicer pojavi že prej, ime pa dobi šele po tem incidentu.

## Pravni vidik in uporaba bojkota danes
Danes je bojkot v mnogih državah legitimno sredstvo za dosego ciljev, vendar je ponekod njegov obseg zakonsko omejen. Tako v nekaterih državah omejujejo bojkotiranje življenjsko nujnih ustanov ali potreb, drugod pa je popolnoma prepovedan. 
Danes se bojkot večinoma uporablja kot izraz negodovanja nad določeno moralno sporno politično ali gospodarsko potezo države ali posameznika, vodijo pa ga razna združenja ali sindikati.